# Formel-750-Saison 1978
Die Formel-750-Saison 1978 war die sechste in der Geschichte der Formel-750-Meisterschaft und wurde zum zweiten Mal von der FIM als offizielle Weltmeisterschaft ausgetragen.
Bei zehn Veranstaltungen wurden 18 Rennen ausgetragen.

## Punkteverteilung
| Punktewertung | Punktewertung | Punktewertung | Punktewertung | Punktewertung | Punktewertung | Punktewertung | Punktewertung | Punktewertung | Punktewertung | Punktewertung |
| ------------- | ------------- | ------------- | ------------- | ------------- | ------------- | ------------- | ------------- | ------------- | ------------- | ------------- |
| Platz         | 1             | 2             | 3             | 4             | 5             | 6             | 7             | 8             | 9             | 10            |
| Punkte        | 15            | 12            | 10            | 8             | 6             | 5             | 4             | 3             | 2             | 1             |

In die Wertung kamen die fünf besten erzielten Resultate. Wurden bei einer Veranstaltung mehrere Läufe ausgetragen, so ergaben sich die Punkte aus der Addition der Zeiten beider Läufe.

## Rennergebnisse
|    | Datum  | Rennen               | Strecke        | Platz 1           | Platz 2           | Platz 3           |
| -- | ------ | -------------------- | -------------- | ----------------- | ----------------- | ----------------- |
| 1  | 02.04. | 200 Meilen von Imola | Imola          | Christian Sarron  | Johnny Cecotto    | Steve Baker       |
| 1  | 02.04. | 200 Meilen von Imola | Imola          | Johnny Cecotto    | Steve Baker       | Christian Sarron  |
| 2  | 09.04. | Moto-Journal 200     | Le Castellet   | Johnny Cecotto    | Kenny Roberts sr. | Steve Baker       |
| 3  | 23.04. | Großbritannien       | Brands Hatch   | Kenny Roberts sr. | Steve Baker       | Johnny Cecotto    |
| 3  | 23.04. | Großbritannien       | Brands Hatch   | Kenny Roberts sr. | Dave Potter       | Johnny Cecotto    |
| 4  | 28.05. | Österreich           | Österreichring | Kenny Roberts sr. | Johnny Cecotto    | Gianfranco Bonera |
| 4  | 28.05. | Österreich           | Österreichring | Kenny Roberts sr. | Johnny Cecotto    | Steve Baker       |
| 5  | 18.06. | Spanien              | Jarama         | Kenny Roberts sr. | Johnny Cecotto    | Christian Sarron  |
| 6  | 09.07. | Deutschland          | Hockenheim     | Christian Sarron  | Gregg Hansford    | Gianfranco Bonera |
| 6  | 09.07. | Deutschland          | Hockenheim     | Kenny Roberts sr. | Christian Sarron  | Gianfranco Bonera |
| 7  | 27.08. | Belgien              | Nivelles       | Johnny Cecotto    | Hervé Moineau     | Steve Parrish     |
| 7  | 27.08. | Belgien              | Nivelles       | Johnny Cecotto    | Hervé Moineau     | Gianfranco Bonera |
| 8  | 03.09. | Niederlande          | Assen          | Gregg Hansford    | Gianfranco Bonera | Takazumi Katayama |
| 8  | 03.09. | Niederlande          | Assen          | Takazumi Katayama | Gianfranco Bonera | Johnny Cecotto    |
| 9  | 10.09. | USA                  | Laguna Seca    | Kenny Roberts sr. | Skip Aksland      | Steve Baker       |
| 9  | 10.09. | USA                  | Laguna Seca    | Kenny Roberts sr. | Steve Baker       | Mike Baldwin      |
| 10 | 18.09. | Kanada               | Mosport        | Mike Baldwin      | Kenny Roberts sr. | Yvon Duhamel      |
| 10 | 18.09. | Kanada               | Mosport        | Mike Baldwin      | Kenny Roberts sr. | Steve Gervais     |

## Fahrerwertung
| 1  | Johnny Cecotto    | Yamaha TZ 750   | 97 |
| 2  | Kenny Roberts sr. | Yamaha          | 92 |
| 3  | Christian Sarron  | Yamaha          | 57 |
| 4  | Gianfranco Bonera | Yamaha          | 53 |
| 5  | Patrick Pons      | Yamaha          | 40 |
| 6  | Steve Baker       | Yamaha          | 38 |
| 7  | Mike Baldwin      | Yamaha          | 25 |
| 8  | Christian Estrosi | Yamaha          | 25 |
| 9  | Boet van Dulmen   | Yamaha          | 22 |
| 10 | Gregg Hansford    | Kawasaki KR 750 | 18 |
| 11 | Hubert Rigal      | Yamaha          | 18 |
| 12 | Hervé Moineau     | Yamaha          | 13 |
| 13 | Takazumi Katayama | Yamaha          | 12 |
| 14 | Sadao Asami       | Yamaha          | 12 |
| 15 | Yvon Duhamel      | Kawasaki        | 10 |
| 16 | Michel Frutschi   | Yamaha          | 9  |
| 17 | Ikujiro Takaï     | Yamaha          | 8  |
|    | Gene Romero       | Yamaha          | 8  |
|    | Skip Aksland      | Yamaha          | 8  |
| 20 | Warren Willing    | Yamaha          | 8  |
| 21 | Dave Potter       | Yamaha          | 7  |
| 22 | Wes Cooley        | Yamaha          | 6  |
| 23 | John Long         | Yamaha          | 6  |

| 24 | Greg Johnson        | Yamaha   | 6 |
| 25 | Jean-François Baldé | Yamaha   | 5 |
|    | Dave Aldana         | Yamaha   | 5 |
| 27 | Jeffrey Sayle       | Yamaha   | 5 |
| 28 | Markku Mattikainen  | Yamaha   | 5 |
| 29 | Steve Parrish       | Yamaha   | 4 |
|    | Randy Mamola        | Yamaha   | 4 |
|    | Steve Gervais       | Yamaha   | 4 |
| 32 | Bernard Fau         | Kawasaki | 4 |
|    | Jean-Paul Boinet    | Yamaha   | 4 |
| 34 | John Newbold        | Yamaha   | 3 |
|    | Steve McLaughlin    | Yamaha   | 3 |
|    | Gary Collins        | Yamaha   | 3 |
| 37 | Jack Middelburg     | Yamaha   | 2 |
|    | Philippe Coulon     | Yamaha   | 2 |
|    | Ron Pierce          | Yamaha   | 2 |
|    | J. Clark            | Yamaha   | 2 |
| 41 | Dale Singleton      | Yamaha   | 1 |
|    | Michel Rougerie     | Yamaha   | 1 |
|    | Víctor Palomo       | Yamaha   | 1 |
|    | Barry Ditchburn     | Yamaha   | 1 |
|    | M. Hall             | Yamaha   | 1 |

## Konstrukteurswertung
| 1 | Yamaha   | 150 |
| 2 | Kawasaki | 30  |

## Verweise